# Liste des services en ligne de Google
En 2020, Google propose plus de 230 services en ligne et tente de s'imposer comme leader sur ce marché. En voici une liste (pas forcément exhaustive).

## Classement par date de lancement

### 1998
- Google (moteur de recherche)
- Google Directory (en) (Annuaire Google) : version Google de l'annuaire de sites web DMOZ (ou Open Directory), un annuaire libre et gratuit. La différence majeure est l'ordre des entrées dans les rubriques : alphabétique dans DMOZ, il devient celui du PageRank dans la version de Google. Fermé en 2011.

### 2000
- Google Mobile : version de Google dans un format spécial plus adapté aux téléphones portables proposée en version bêta, aujourd'hui vitrine des applications Android de Google

### 2001
- Google Images : recherche d'images
- Google Zeitgeist : recherche sur les tendances et les faits marquants
- Google Catalogs : consultation des catalogues de vente, fermé
- Google Groupes : recherches dans les newsgroups
- Google Movies : recherche de critiques de films

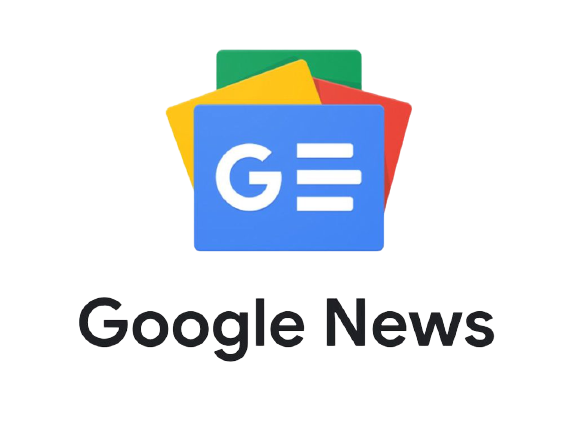
Google Actualités
Google Images

### 2002
- AdWords : création d'annonces publicitaires basées sur les mots clés pour mieux cibler la clientèle
- Google Answers : Google répond à vos questions, fermé
- Google Web API's : pour les webmasters
- Froogle : recherche de produits achetables en ligne, rebaptisé depuis Google Shopping
- Google Actualités : agrégation d'informations en provenance de multiples sources

Google Ads
Google Shopping

### 2003
- AdSense : vente d'espace publicitaire sur site web
- Blogger : service de blog
- Google Code Jam : concours international annuel de programmation
- Google Alerts : service envoyant des e-mails quand un sujet recherché apparaît sur Google

Google AdSense
Blogger

### 2004
- Gmail : messagerie en ligne offrant un grand espace de stockage et permettant l'envoi de pièces jointes volumineuses
- Google Print devenu Google Book Search : numérisation de livres
- Google Scholar : recherche dans les publications scientifiques en ligne
- Google Suggest : suggestions de Google (avec le nombre d'occurrences) au fur et à mesure qu'on saisit le mot recherché
- Orkut : réseautage social, fermé en 2014

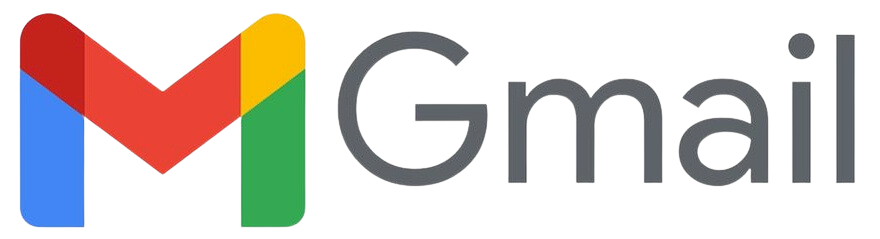
Gmail
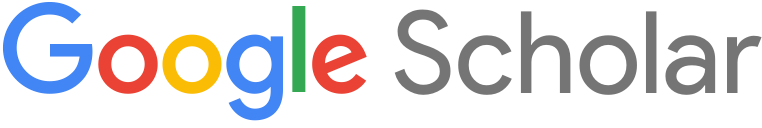
Google Scholar

### 2005
- Google Base : mise en ligne et référencement de tout type de contenu (en termes d'information et de fichier), y compris des annonces à caractère commercial, fermé
- Google Maps : recherche géographique (anciennement Google Local)
- Google Blog Search (en) : recherche dans des blogs
- Google.org : fondation philanthropique
- Google Automat : création d'annonces AdWords depuis Google Base
- Google AdWords API : création d'applications en lien avec AdWords
- Google Transit : création d'itinéraires
- Google Current (en) : affichage des recherches effectuées par les utilisateurs
- Google Recherche personnalisée : historique de recherches web et stockage en ligne de favoris
- Google Video Search : recherche de séquences animées (en cours de fusion avec YouTube)
- iGoogle (lancé sous le nom de Google Personalized Homepage) : personnalisation de la page d'accueil de Google en y intégrant différents services tels que Google News, Gmail ou Google recherche personnalisée. Fermé depuis novembre 2013.
- Google Sitemaps : enregistrement de sites web sur Google
- Google Reader : recherche et affichage de flux RSS, fermé
- Google Analytics : analyse d'audience de site
- Google Send to Phone : extension Firefox permettant d'envoyer des pages web par SMS, fermé en 2011
- Google Moon : images satellites de la Lune
- Google SMS
- Google Music Search : recherche de musique (disponible uniquement aux États-Unis)
- Google Code : plateforme de développement web connue ensuite sous le nom de Google Developers
- Google Gulps : boisson (poisson d'avril)[2]
- Google Earth : programme de recherche géographique

Google Maps
Google Earth

### 2006
- Google Payment : paiement en ligne (aujourd'hui Google Checkout puis Google Wallet)
- Google Page Creator : édition et création de pages personnelles (désormais Google Sites)
- Google Custom Search : création de moteur de recherche personnalisé
- Google Finance : gestion de portefeuille boursier en temps réel
- Google Mars : équivalent martien de Google Maps
- Google Web Toolkit : plateforme de développement d'application Ajax
- Google FeedFetcher : robot analysant les flux RSS et Atom
- Google Agenda : calendrier et agenda en ligne interconnecté avec Gmail
- Google Trends : indication du taux d'utilisation et de la popularité d'un mot clé
- Google Bloc-notes : prise de notes en ligne, fermé depuis le mois de juillet 2012
- Google Checkout : paiement en ligne
- Google Traduction
- Google Code Project Hosting : forge logicielle permettant aux développeurs d'héberger et de gérer leur code open source, fermé en janvier 2016
- Google News Archive Search : moteur de recherche d’archives d'articles de journaux numérisés et de contenus plus récents publiés en ligne, sur une période remontant à il y a 200 ans (en anglais uniquement à la date du lancement du service, 6 septembre 2006).
- The Literacy Project : site pour l'alphabétisation en anglais et allemand, créé en partenariat avec LitCam et l'UNESCO
- Searchmash : moteur de recherche expérimental pour une nouvelle approche d'interface utilisateur, fermé en 2008 [3].
- YouTube : dépôt et visionnement de vidéos
- Google Code Search : moteur de recherche pour le code informatique
- Google Documents : fusion de Google Spreadsheets et de Writely. Solution en ligne directement concurrente de Microsoft Office mais gratuite et permettant en plus de créer des fichiers au format PDF. Elle inclut : Google Docs, Sheets, Slides et Forms.
- Google Gapminder : comparaison d'indicateurs de développement pour tous les pays
- Google Patent Search : recherche de brevets puisant dans les données du US Patent and Trademark Office
- 3D warehouse : banque d'images 3D
- Jotspot
- Google Image Labeler (en) : ajout de mots-clés aux images de Google Images, fermé en 2011
- Google Dashboard Widget : widget pour le système d'exploitation Mac
- Picasa Web Albums : sauvegarde et publication de photos en ligne, fermé depuis mai 2016
- Google Related Link : affichage d'actualités sur un site web en fonction de celui-ci
- Google Shared Stuff : partage de pages web, fermé en 2011
- Google Video Store : vente de vidéos
- Google Music Trends : analyse de musiques écoutées sur Google Talk

Google Agenda
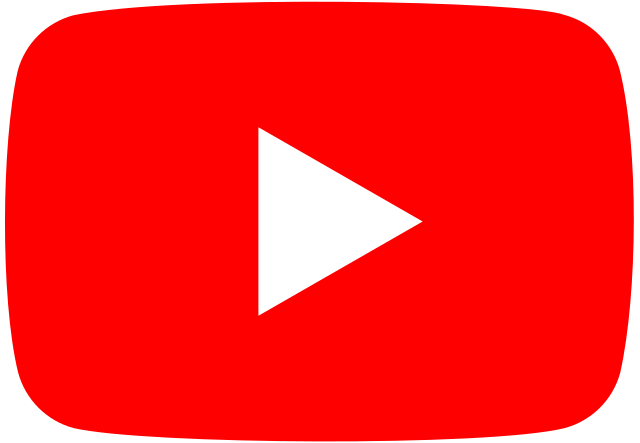
YouTube
Google Documents
Google Docs
Google Sheets
Google Slides
Google Forms

### 2007
- DoubleClick : régie publicitaire
- Google Reader Trends : statistiques des articles lus sur Google Reader
- Jaiku : réseau social, fermé en 2012
- Panoramio : partage de photographies géo-positionnées
- FeedBurner : syndication de contenu (fondé en 2004, racheté par Google FeedBurner)

### 2008
- Knol : projet d'encyclopédie collaborative, fermé en 2012
- Google Image Labeler : tag des images indexées par Google sous forme de jeu en « duel », permettant d'améliorer la recherche d'images
- Google Tendances des recherches (Google Insights for Search) : statistiques détaillées sur les recherches des internautes[4]
- Google Chrome : navigateur web en partie Open source (version entièrement Open Source : Chromium)
- Google Health : dossier médical en ligne fermé en janvier 2013
- Omnisio
- Google Friend Connect (en) : création de liens entre un site et des réseaux sociaux
- Google Search-based Keyword Tools : recherche de mots-clés
- Google App Engine : plateforme de conception et d'hébergement d'applications web

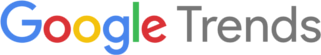
Google Trends
Google Chrome
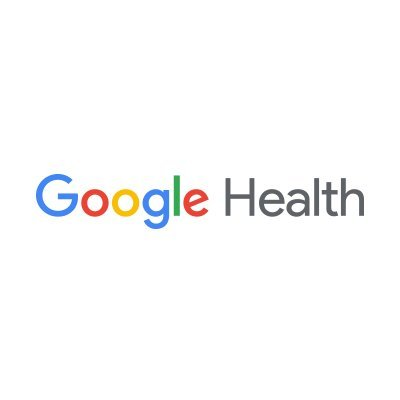
Google Health

### 2009
- Google Latitude : géolocalisation de contacts

Google propose une timeline, des informations sur un fil du temps permettant de classer des sources selon leur date de publication, et une présentation en carte heuristique, avec sous-cartes de sujets connexes.
- Google Wave : communication, collaboration et réseautage social, arrêté en avril 2012
- Google Public DNS
- Google Voice : appels téléphoniques
- Google Browser Size
- Google Speed Tracer : détection de la lenteur d'un site web
- Google Fast Flip (en)
- PDF Quick View : visualisation de fichiers PDF
- Google Agency Toolkit
- AdMob : publicité pour mobile, racheté en 2009
- Google PowerMeter (en) : visualisation de consommation électrique, fermé en 2011

### 2010
- Google Chrome OS : système d'exploitation basé sur Linux et Google Chrome
- Google Buzz : partage, arrêté le 15 décembre 2011 pour laisser la place à Google+
- Nexus One : smartphone embarquant l'OS portable de la firme (Android) dans sa version 2
- Google URL Shortener (goo.gl) : réduction d'URL
- Google Cloud Print : impression en ligne par le cloud, fermé en janvier 2021
- Google Body (2010-2011, devenu Zygote Body (en)) : exploration du corps humain
- Picnik (en) : édition de photos en ligne (racheté)
- Google Person Finder
- Google TV : télévision connectée
- Ngram Viewer : étude de la fréquence d’un ou de plusieurs mots dans les sources imprimées et de son évolution
- Google AdWords Call Metrics : mesure d'appels effectués depuis les annonces AdWords

Google TV
Android TV

### 2011
- Google Art Project : visites virtuelles de musées célèbres
- Google+ : réseau social, fermé en 2018
- Google Music : musique en ligne
- Google One Pass (en) : gestion et vente d'articles de presse, fermé en 2012
- Google Offers : achat de coupons, fermé en 2014
- Google Elections : rassemblement d'informations concernant les élections
- Google Correlate
- Google Trusted Store : certification pour sites marchands
- Google Hotel Finder : recherche et réservation d'hôtels (uniquement disponible aux États-Unis au lancement)
- Google Flight (en) : recherche et réservation de vols aériens (uniquement disponible pour les vols intérieurs aux États-Unis au lancement)
- Google Schemer (en) : organisation et partage d'événements, fermé en 2014
- Google Cloud Platform : cloud computing

### 2012
- Google Drive : stockage de fichiers en ligne, remplace Google Documents
- Knowledge Graph : recherche et de présentation des résultats sur le mode sémantique[5]
- Google Consumer Surveys (en) : enquêtes de consommation
- Google Fiber : accès à Internet en très haut débit
- Google Now : assistant vocal
- Google Play : vente de produits culturels (magazines, musique, livres, applications)
- Google Tag Manager : gestionnaire de balise JavaScript et HTML permettant le suivi et l'analyse des sites

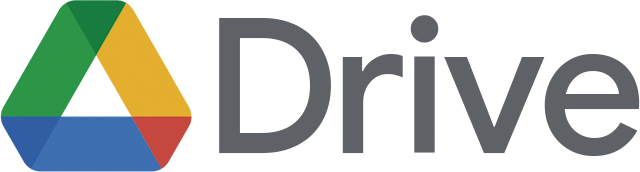
Google Drive
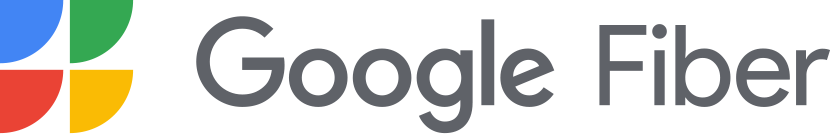
Google Fiber
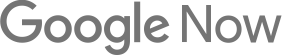
Google Now
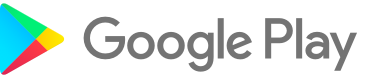
Google Play

### 2013
- Google Keep : prise de notes
- Google Helpouts (en) : aide vidéo

Google Keep

- Google Media Tools : outils pour les journalistes
- Projet Loon : fourniture d'accès internet par ballon
- Google Hangouts : vidéoconférence et messagerie
- Google Nose : recherche olfactive (poisson d'avril)
- Google Lens : est une application de Google alimentée par l'intelligence artificielle

### 2014

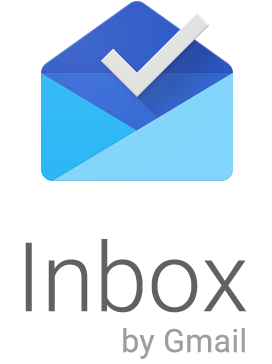
Google Inbox

- Google Inbox : client de messagerie
- Google Maps Gallery : mise en ligne de cartes personnalisées
- Google Domains : achat de noms de domaine

### 2017
- Tacotron 2 : voix artificielle[6]
- Blogger Web Comments (Firefox seulement) : affichage des commentaires des autres utilisateurs de Blogger

### 2018
- Google Duplex : Système de contact par téléphone.
- Google Dataset Search : Recherche de données scientifiques et publiques.
- Google One

### 2019
- Google Site Kit : Plugin officiel pour Wordpress.

### 2020

Google Meet

- Google Meet : Système de réunions virtuelles où l'on peut se réunir à plus de 100 personnes et diffuser des documents.

### 2023
- Bard : agent conversationnel ensuite renommé Gemini.

## Programmes
- Google Earth : programme de recherche géographique lancé en 2005
- Google Talk : logiciel de messagerie instantanée lancé le 24 août 2005
- Google Toolbar : aide à la navigation, lancé en 2000
- Google AdWords Editor : logiciel de gestion de campagne AdWords
- ReadAir : logiciel permettant de lire des flux RSS
- Google Project Shield : logiciel de protection contre les cyberattaques
- Google Web Designer (en) : logiciel de création de bannière publicitaire
- Google Desktop : recherche d'informations sur son PC, lancé en 2004
- Google Desktop Search : recherche de document sur son PC
- Google Deskbar : barre de recherche Google placée dans la barre des tâches
- Picasa : visionneuse d'images et logiciel de partage d'images, lancé en 2004 et abandonné en 2016
- Google Web Accelerator (en) : accélérateur de chargement des pages Web par le préchargement de celles-ci suivant leurs popularités, lancé en 2005
- Google Pack : suite de 13 logiciels comprenant des logiciels Google et des logiciels de ses partenaires, lancé en 2006
- Google SketchUp : logiciel de création de dessins en 3D visualisables dans Google Earth
- Google Browser Sync : extension pour le navigateur Firefox permettant de synchroniser ses paramètres personnels (marque-pages, mots de passe, etc.) entre plusieurs ordinateurs
- Google Notifier : système d'alerte à la réception d'un mail dans Gmail, accompagné de notifications et de gestion de l'agenda Google Calendar lancé en 2006 disponible uniquement sur MacOS, lancé en 2004
- Google Chrome : explorateur Internet
- Google Chrome OS : système d'exploitation
- Google Secure Access : logiciel de sécurisation de réseaux wi-fi, fermé en 2005
- Google Website Optimizer (en) : logiciel permettant de tester les impacts d'une modification de son site web, fermé en 2012

- Bibliothèques :
  - Google O3D : bibliothèque 3D pour le Web
  - Google Guice : bibliothèque JAVA
  - Google Guava : bibliothèque JAVA
- Google Colaboratory : logiciel pour écrire ou exécuter du code python

## Applications mobiles
- Google Flux d'actu : lecture d'actualité

Google Fit

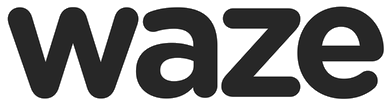
Waze

- Google Goggles : recherche à partir d'image
- Ingress : jeu mobile (via sa filiale Niantic, interne à l'époque)
- Google Fit : application de gestion de donnée santé
- Parcours : enregistrement de parcours
- Snapseed : application d'amélioration des photos
- Youtube : application de partage de vidéo
- YouTube Creator Studio : permet de gérer son compte YouTube
- Androidify : permet de créer son robot Android
- Android Device Management : permet de géolocaliser et verrouiller sont téléphone Android
- Chrome to phone : permet d'envoyer un lien de Google Chrome vers son téléphone
- Waze : application de cartographie rachetée en 2013
- Google Authenticator : connexion à son compte Google en deux étapes
- Google Gesture Search : recherche sur son téléphone à partir de gestes
- Synthèse vocal de Google : moteur de synthèse vocal
- Google Allo : messagerie
- Google Duo : visioconférence
- Google Actualité : service d'actualité
- Google Podcasts : client d'abonnement / lecture de podcasts pour Android

## Divers
- Google Mini (cessé en 2012) et Google Search Appliance : serveurs Google consacrés à la recherche de documents en entreprise
- Google Space : lieu où l'on peut utiliser et tester les services Google
- Google Gears : plug-in pour utiliser des services « hors-ligne »
- Google Wallet : paiement en ligne
- Google Ventures : fonds d'investissement de Google
- Google Merchandise Store : boutique en ligne de produits Google et YouTube
- Made with Code : l'initiative de Google pour que les femmes s’intéressent à l'informatique